# Xantus János (filmrendező)

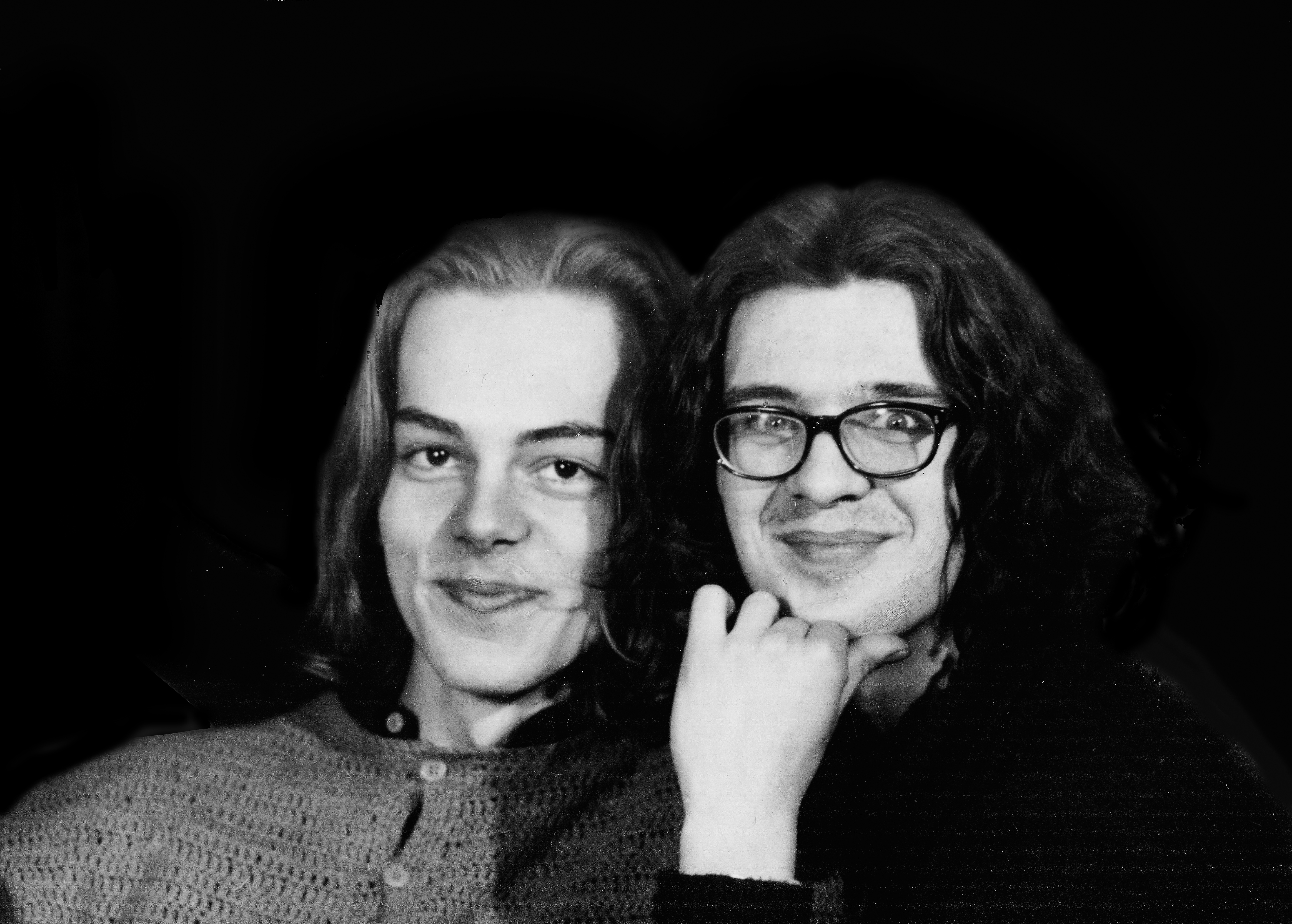
A fiatal Xantus János és Mész András (Rózsavölgyi Gyöngyi felvétele)

Xantus János (Budapest, 1953. november 7. – Budapest, 2012. november 13.) Balázs Béla-díjas (1988) magyar filmrendező, forgatókönyvíró, színész, egyetemi tanár.

## Életpályája
Szülei: Xantus Gyula (1919–1993) festő és Szarvas Ilona. Tizennyolc évesen szerepelt Gazdag Gyula filmjében, a Sípoló macskakőben. Érettségi után a Filmlaboratórium Vállalatnál és a Mafilmnél dolgozott. 
1975–1979 között a Színház- és Filmművészeti Főiskola hallgatója volt Makk Károly osztályában. Előbb Makk-kal dolgozott együtt, majd több sikeres nagyfilmet és rövidfilmet rendezett. A Balázs Béla Stúdió vezetőségi tagja volt.
1983-ban készítette el Eszkimó asszony fázik című első nagyjátékfilmjét. 1990 óta szinte kizárólag kísérleti- és dokumentumfilmeket készített. 1992-től haláláig a Színház- és Filmművészeti Egyetem filmrendezőtanára volt.

## Színházi munkái
A Színházi Adattárban regisztrált bemutatóinak száma: színészként: 1; rendezőként: 6.

### Színészként
- Rózewicz: Az éhezőművész elmegy....Polgármester

### Rendezőként
- Waters: A fal (1992)
- Sondheim: Orgyilkosok (1993)
- Magnin: Húsdarab avagy a tékozló fiú visszatérése (1993)
- Kocsák-Miklós: Anna Karenina (1994)
- Bódy Gábor – Valerij Brjuszov: A Tüzes Angyal (1994)
- Presser Gábor: Jó estét nyár, jó estét szerelem (1995)
- Stoppard: Az igazi (2001)

## Filmjei

### Rendezőként
- Felkészülés (1975)
- Werther élete (1976)
- És így s ekképp tovább (1978)
- Diorissimo (1980)
- Női kezekben (1981) (színész is)
- Eszkimó asszony fázik (1983) (forgatókönyvíró és színész)
- Hülyeség nem akadály (1985) (forgatókönyvíró is)
- Rocktérítő (1988) (forgatókönyvíró is)
- Szoba kiáltással(wd) (1990)
- Portré Krassó Györgyről (1998)
- Idézd majd fel! (1998)
- A Morel fiú (1999) (forgatókönyvíró is)
- Családi kör (1999)
- A Lukács (2000)
- Se kép, se hang (2000) (forgatókönyvíró és producer is)
- Tilos a Tilos (2001)
- Ki volt Schmidt Éva? (2005) (operatőr is)
- Etetés (2008) (forgatókönyvíró is)
- Kiki a csoportban (2010)

### Színészként
- A sípoló macskakő (1971)
- Magyar rapszódia (1979)
- Allegro Barbaro (1979)
- Élve vagy halva (1980)
- Mephisto (1981)
- Játszani kell (1985)
- Hanussen (1988)
- Túsztörténet (1989)
- A kalap, a láb és az özvegy (1995)
- A játékos (1997)

### Forgatókönyvíróként
- Magyar volt-e Old Shatterhand? (2006)

## Díjai, elismerései
- Tours-i fesztivál nagydíja (1980)
- Belfort-i fesztivál két nagydíja (1984)
- Balázs Béla-díj (1988)